# Bikennel
Bikennel är en holme i Marshallöarna.   Den ligger i kommunen Kwajalein, i den västra delen av Marshallöarna, 500 km nordväst om huvudstaden Majuro. Bikennel ligger 16 meter över havet.